# Marina Canetta
Marina Canetta Gobbi (São Paulo, 1 april 1989) is een Braziliaans boogschutster.

## Carrière
Canetta nam in 2016 deel aan de Olympische Spelen waar ze in de eerste ronde werd uitgeschakeld door Qi Yuhong. Ze won een aantal medailles op het Pan-Amerikaans kampioenschap.

## Erelijst

### Olympische Spelen
- 2016: 1e ronde (verloren van Qi Yuhong met 1-7)

### Wereldkampioenschap
Individueel
- 2013: 1e ronde (verloren van Karina Winter met 0-6)
- 2023: 1e ronde (verloren van Mădălina Amăistroaie met 3-7)

### Pan-Amerikaans kampioenschap
Individueel
- 2018: 3e ronde (verloren van Florencia Paz González met 4-6)
- 2021: 3e ronde (verloren van Stephanie Barrett met 4-6)

Gemengd
- 2018:  Medellín

Team
- 2018:  Medellín
- 2021:  Monterrey